# 鱼山堌堆遗址
鱼山堌堆遗址，位于山东省济宁市金乡县鱼山乡寻楼村，是中华人民共和国山东省文物保护单位之一。
1992年6月12日，授予山东省文物保护单位，是一座古遗址。